# Středočeský krajský přebor 1978/1979
V soubojích Středočeského krajského přeboru 1978/79, jedné ze skupin 4. nejvyšší fotbalové soutěže, se utkalo 14 týmů dvoukolovým systémem podzim - jaro. Tento ročník skončil v červnu 1979. 

## Výsledná tabulka
Zdroj: 
| Poř. | Tým                                   | Z  | V  | R | P  | VG | OG | B  |
| ---- | ------------------------------------- | -- | -- | - | -- | -- | -- | -- |
| 1.   | TJ Brandýs nad Labem                  | 30 | 17 | 9 | 4  | 51 | 24 | 43 |
| 2.   | TJ Fruta Vojkovice                    | 30 | 16 | 9 | 5  | 55 | 32 | 41 |
| 3.   | TJ ČSS Vraňany                        | 30 | 14 | 7 | 9  | 47 | 34 | 35 |
| 4.   | TJ Slovan Velvary                     | 30 | 12 | 8 | 10 | 43 | 41 | 32 |
| 5.   | TJ Lokomotiva Kladno                  | 30 | 12 | 8 | 10 | 37 | 36 | 32 |
| 6.   | TJ SB Poděbrady                       | 30 | 12 | 7 | 11 | 39 | 37 | 31 |
| 7.   | TJ Slavoj Čerčany                     | 30 | 12 | 5 | 13 | 41 | 43 | 29 |
| 8.   | TJ EMĚ Mělník                         | 30 | 13 | 3 | 14 | 44 | 47 | 29 |
| 9.   | TJ JZD Rozvoj Posázaví Jílové u Prahy | 30 | 11 | 6 | 13 | 52 | 53 | 28 |
| 10.  | TJ Sokol Teplýšovice                  | 30 | 11 | 6 | 13 | 38 | 46 | 28 |
| 11.  | TJ Spartak Příbram                    | 30 | 10 | 7 | 13 | 38 | 48 | 27 |
| 12.  | TJ Lokomotiva Beroun                  | 30 | 10 | 6 | 14 | 36 | 41 | 26 |
| 13.  | TJ Cementárny Beroun                  | 30 | 11 | 4 | 15 | 45 | 57 | 26 |
| 14.  | TJ Lokomotiva Nymburk                 | 30 | 9  | 7 | 14 | 48 | 54 | 25 |
| 15.  | TJ Sokol JZD Semice                   | 30 | 8  | 8 | 14 | 37 | 41 | 24 |
| 16.  | TJ Sokol Říčany                       | 30 | 8  | 8 | 14 | 37 | 53 | 24 |

Poznámky:
- Z = Odehrané zápasy; V = Vítězství; R = Remízy; P = Prohry; VG = Vstřelené góly; OG = Obdržené góly; B = Body

|  | Postup do Divize C 1979/80             |
|  | Sestup do příslušné I. A třídy 1979/80 |